# Le Dernier des aînés
Le Dernier des aînés (titre original : Elder Race) est un roman court de science-fiction écrit par Adrian Tchaikovsky, paru en 2021 puis traduit en français et publié aux éditions Le Bélial' en 2023.

## Résumé
Nyr Illim Tevitch, un être humain dont le corps a été amélioré par une science bien avancée, a été envoyé pour une mission anthropologique sur Sophos 4, une planète où des colons humains ont essaimé il y a de très nombreuses générations mais qui n'ont plus été jamais contactés depuis. Nyr étudie la société médiévale qui peuple dorénavant Sophos 4, sur de petites périodes de temps entrecoupées de périodes beaucoup plus longues d'hibernation. Mais les Terriens qui devaient venir le relever ne sont jamais arrivés et il n'a aucun moyen de les contacter ni de quitter la planète. Installé dans une tour difficilement accessible, il a néanmoins été contacté plus d'un siècle auparavant par Astresse, la régente du royaume de Praimesite, qui était venue demander l'aide de Nyrgoth, le magicien de la tour, afin de combattre le sorcier Ulmoth. Nyr, qui avait compris que le sorcier Ulmoth n'avait nul pouvoir mais ne faisait qu'utiliser d'anciens équipements laissés par les compagnons de Nyr quand ils étaient arrivés sur Sophos 4, avait alors contrevenu à bon nombre de règles de l'anthropologie en décidant d'aider Astresse dans son combat contre Ulmoth. Il avait désactivé les équipements et avait vaincu Ulmoth, entrant ainsi dans les légendes du royaume de Praimesite.
Plus d'une centaine d'années plus tard, quand des phénomènes étranges ne cessent de survenir près des frontières lointaines du royaume, la princesse Lynesse n'a d'autres choix que de suivre les traces de son arrière grand-mère Astresse en se rendant à la tour pour demander l'aide du puissant magicien Nyrgoth. Mais cette fois, Nyr ne souhaite plus commettre les mêmes incartades que par le passé et il tente d'expliquer à Lynesse que ce qu'elle prend pour de la magie n'est autre que l'utilisation de technologies tellement avancées qu'elle peuvent sembler émaner de sources surnaturelles. Mais les langages de Lynesse et de Nyr, même s'ils sont issus d'une même langue, ont énormément divergé au fil des générations et Nyr ne parvient pas vraiment à se faire comprendre de Lynesse. Il est néanmoins ému par ce qu'il comprend de sa volonté de faire cesser les phénomènes étranges, quoi qu'il lui en coûte. De plus, sa forte ressemblance avec Astresse réveille en Nyr des sensations et des émotions qu'il avait complètement oubliées. Il prend alors la décision de contrevenir une nouveau fois à la règle la plus importante de l'anthropologue, à savoir ne jamais intervenir dans la société étudiée.